# Cuatro Caminos, Veracruz
Cuatro Caminos är en ort i Mexiko.   Den ligger i kommunen Atzalan och delstaten Veracruz, i den sydöstra delen av landet, 230 km öster om huvudstaden Mexico City. Cuatro Caminos ligger 741 meter över havet och antalet invånare är 492.
Terrängen runt Cuatro Caminos är lite bergig. Runt Cuatro Caminos är det ganska tätbefolkat, med 129 invånare per kvadratkilometer. Närmaste större samhälle är Martínez de la Torre, 18,5 km norr om Cuatro Caminos. Omgivningarna runt Cuatro Caminos är en mosaik av jordbruksmark och naturlig växtlighet.